# Juan Manuel Gaminara

a Compétitions nationales et continentales officielles uniquement.

b Matchs officiels uniquement.
Dernière mise à jour le 7 février 2021.
Juan Manuel Gaminara, né le 1er mai 1989 à Montevideo (Uruguay), est un joueur international uruguayen de rugby à XV évoluant au poste de troisième ligne aile. Il évolue avec les Old Boys en championnat d'Uruguay.

## Carrière

### En club
Juan Manuel Gaminara joue l'intégralité de sa carrière avec le club amateur des Old Boys, situé dans sa ville natale de Montevideo, qui dispute le championnat d'Uruguay. Avec cette équipe, il remporte le championnat en 2010 et 2013.

### En équipe nationale
Juan Manuel Gaminara joue avec l'équipe d'Uruguay des moins de 20 ans en 2008 et 2009. La première année il remporte le Trophée mondial des moins de 20 ans, avant de disputer le championnat du monde junior l'année suivante.
Il fait ses débuts en équipe d'Uruguay le 13 novembre 2010, à l'occasion d'un match contre l'équipe de Roumanie à Montevideo.
En 2014, il participe à la qualification de son pays pour la Coupe du monde 2015 lors des matchs de barrage aller-retour contre la Russie.
En 2015, il fait partie du groupe uruguayen sélectionné par Pablo Lemoine participer à la Coupe du monde en Angleterre. Il dispute les quatre matchs de son équipe dans la compétition, contre le pays de Galles, l'Australie, les Fidji et l'Angleterre. Placé dans un groupe très difficile, l'Uruguay perd logiquement tous ses matchs et finit à la dernière place de sa poule.
En 2016, il est nommé capitaine de la sélection uruguayenne.
En 2018, il mène son équipe équipe lors du barrage aller-retour contre le Canada dans le cadre des qualifications de la zone Amériques pour la Coupe du monde 2019. Avec deux victoires, sur le score de 29-38 à Vancouver et de 32-31 à Montevideo, l'Uruguay décroche sa qualification pour la Coupe du monde 2019.
En 2019, il est retenu dans la liste de 31 joueurs pour disputer la Coupe du monde 2019 au Japon. Il dispute quatre matchs lors de la compétition, dont la victoire historique contre les Fidji,,.
En août 2020, il est annoncé qu'il laisse le capitanat à Andrés Vilaseca, et qu'il se met en retrait de la sélection uruguayenne pour se consacrer à son activité professionnelle.

## Palmarès

### En équipe nationale
- 71 sélections depuis 2014.
- 36 points (7 essais).
- 40 capitanats (record national)[13].

- Participation aux Coupes du monde 2015 (4 matchs) et 2019 (4 matchs).
- Vainqueur du Trophée mondial des moins de 20 ans en 2008